# اشلی ناتانیل جورج
اشلی ناتانیل جورج (انگلیسی: Ashley Nathaniel-George؛ زادهٔ ۱۴ ژوئن ۱۹۹۵) بازیکن فوتبال است.